# Sipocot
Sipocot (Bayan ng Sipocot) är en kommun i Filippinerna. Kommunen ligger på ön Luzon, och tillhör provinsen Camarines Sur. Folkmängden uppgår till 64 855 invånare år 2015.

## Barangayer
Sipocot är indelat i 46 barangayer.
| - Aldezar - Alteza - Anib - Awayan - Azucena - Bagong Sirang - Binahian - Bolo Sur - Bolo Norte - Bulan - Bulawan - Cabuyao - Caima - Calagbangan - Calampinay - Carayrayan | - Cotmo - Gabi - Gaongan - Impig - Lipilip - Lubigan Jr. - Lubigan Sr. - Malaguico - Malubago - Manangle - Mangga - Mangapo - Manlubang - Mantila - North Centro (Pob.) | - North Villazar - Sagrada Familia - Salanda - Salvacion - San Isidro - San Vicente - Serranzana - South Centro (Pob.) - South Villazar - Taisan - Tara - Tible - Tula-tula - Vigaan - Yabo |

## Bildgalleri

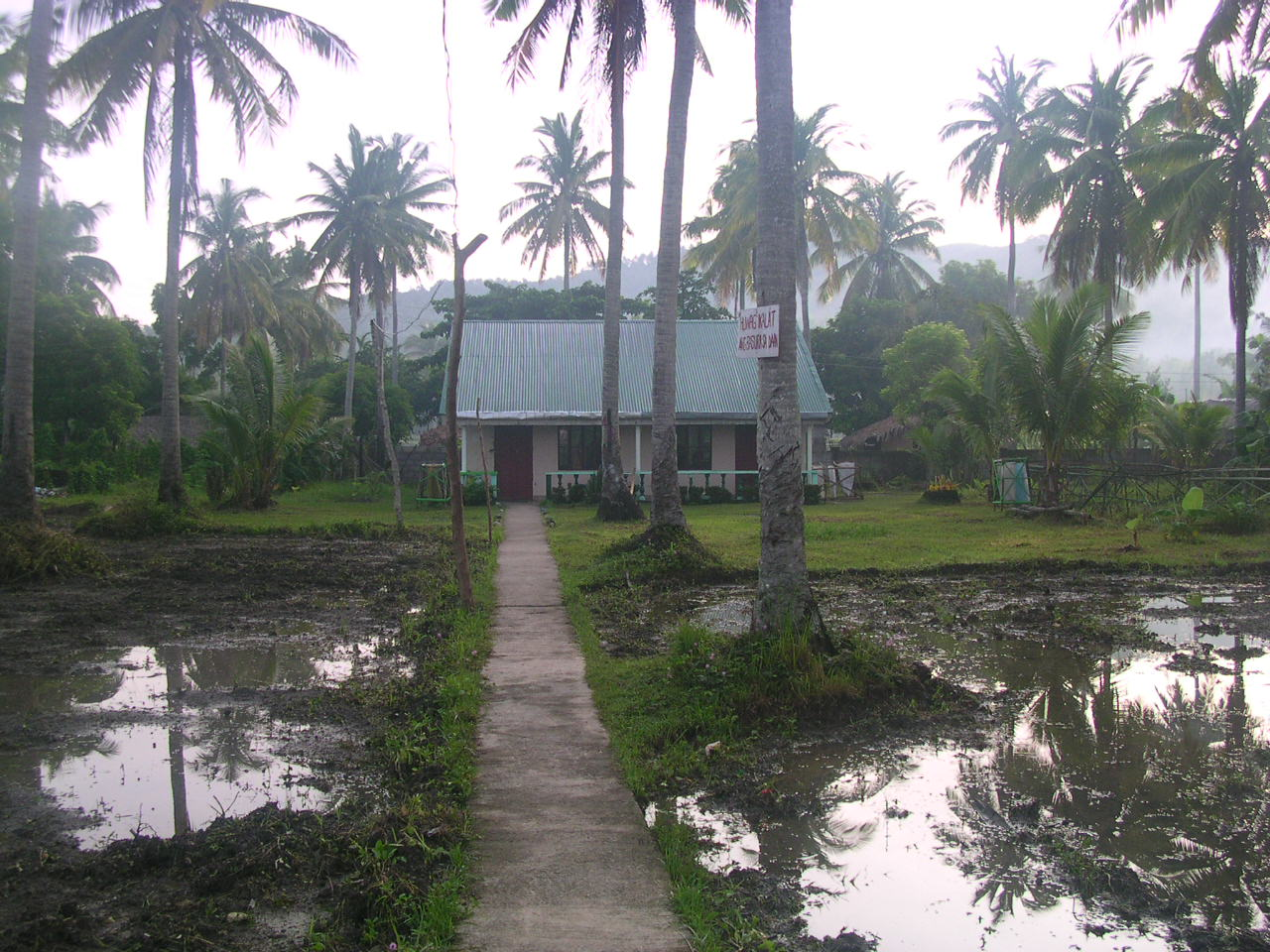
Nummer 5 Binahian elemantary school i Sipocot.